# سرپناه (فیلم ۲۰۰۷)
سرپناه (انگلیسی: Shelter) فیلم درام آمریکایی به تهیه‌کنندگی جی‌دی دیسالواتور و نویسندگی و کارگردانی جونا مارکویچ است که در سال ۲۰۰۷ منتشر شد. از بازیگران آن می‌توان به تره‌ور رایت، برد رائو، تینا هولمز، و روس توماس اشاره کرد.

## خلاصهٔ داستان
داستان فیلم دربارهٔ هنرمندی به نام زاک در سان پدرو، کالیفرنیا است که باید میان اولویت‌های زندگی خود و اولویت دادن به زندگی دیگران تصمیم بگیرد. او که تازه با پسری به نام شان آشنا شده متوجه می‌شود که همجنس‌گراست. زاک از مؤسسه هنرهای کالیفرنیا پذیرش گرفته است. از طرفی خواهر او تصمیم دارد به پورتلند، اورگن رفته و فرزندش (کودی) را نزد زاک گذارد، ولی …

## تولید
فیلم در مدت ۲۱ روز فیلم‌برداری شد، نخست در سان پدرو و لاگونا بیج کالیفرنیا، همراه با تصویربرداری‌های بعدی در بل ایر، لس‌آنجلس و ملیبو، کالیفرنیا. یک تصویربرداری هم در پل وینسنت توماس در بندر لس‌آنجلس انجام گرفت.
موسیقی متن فیلم کارِ هنرمند برندهٔ جایزهٔ گرمی، شین مک‌انالی (شین مک) است.

## جایزه‌ها
سرپناه برندهٔ «فیلم ممتاز با نمایش محدود» در جایزه رسانه‌ای گلد ۲۰۰۹ میلادی شد. این فیلم همچنین جایزه‌های بهترین کارگردان تازه و بهترین داستان را در جشنواره فیلم زنان و مردان همجنس‌گرا سیاتل، و بهترین فیلم به انتخاب مردم در جشنواره فیلم دگرباشان ونکوور را دریافت کرد.
از دیگر جایزه‌های آن می‌توان به بهترین فیلم درام اچ‌بی‌او در اوت‌فست (۲۰۰۷)، بهترین فیلم به انتخاب مردم از جشنواره فیلم دگرباشان ملبورن (۲۰۰۷)، و جایزهٔ ویژهٔ نخستین کارگردانی جشنواره بین‌المللی فیلم‌های همجنس‌گرایان مرد و زن فیلادلفیا اشاره کرد.